# Чіплянка звичайна
Чіплянка звичайна, чіплянка китицева (Tragus racemosus) — вид рослин з родини злакових (Poaceae); поширений у Північній Африці, південній Європі від Португалії до Криму, у Західній Азії.

## Опис
Однорічна рослина 5–30 см. Стебла в нижній частині розгалужуються. Листки плоскі, на краю довго-війчасті, 1–3(5) см завдовжки, 1.5–3 мм завширшки. Суцвіття З–8 см завдовжки, з короткими жорстко-волосистими гілочками 2–3 мм завдовжки. Колоски 1-квіткові, 3.5–4 мм довжиною. Нижня колоскова луска дуже маленька, верхня рівна колоску.

## Поширення
Поширений у Африці, південній і центральній частинах Європи, Західній і Середній Азії.
В Україні зростає на пісках, витоптаних вапняково-кам'янистих місцях, на гранітному щебені, уздовж доріг, на вигонах і покладах, як бур'ян у садах і виноградниках — у південній частині Степу, Кримське передгір'я і східна частина Південного Криму, часто; в Лісостепу, зрідка (можливо, як занесена).